# Ägyptische Landschildkröte
Die Ägyptische Landschildkröte (Testudo kleinmanni) ist die kleinste Vertreterin der Gattung Testudo (Echte Landschildkröten) und in ihrem Bestand hochgradig gefährdet. In ihrem ursprünglichen Verbreitungsgebiet, Israel, Ägypten und Libyen, existieren nur noch inselartige Vorkommen, so dass ohne umfassende Schutzprogramme ein komplettes Aussterben der Art zu befürchten ist.

## Beschreibung

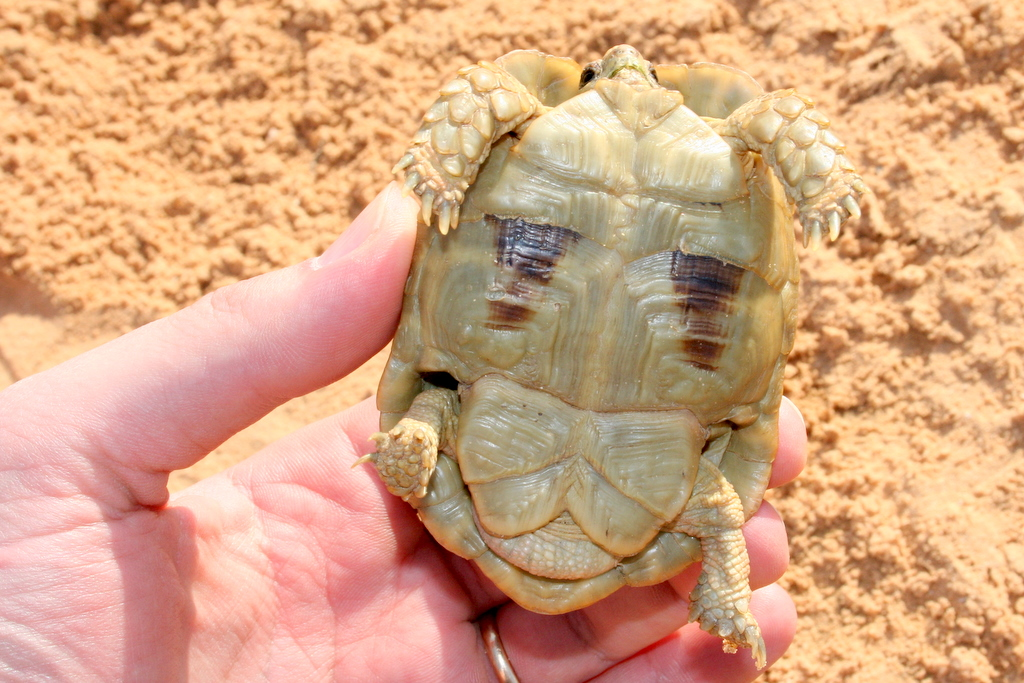
Testudo kleinmanni,
die typische, dreieckige Bauch-Zeichnung

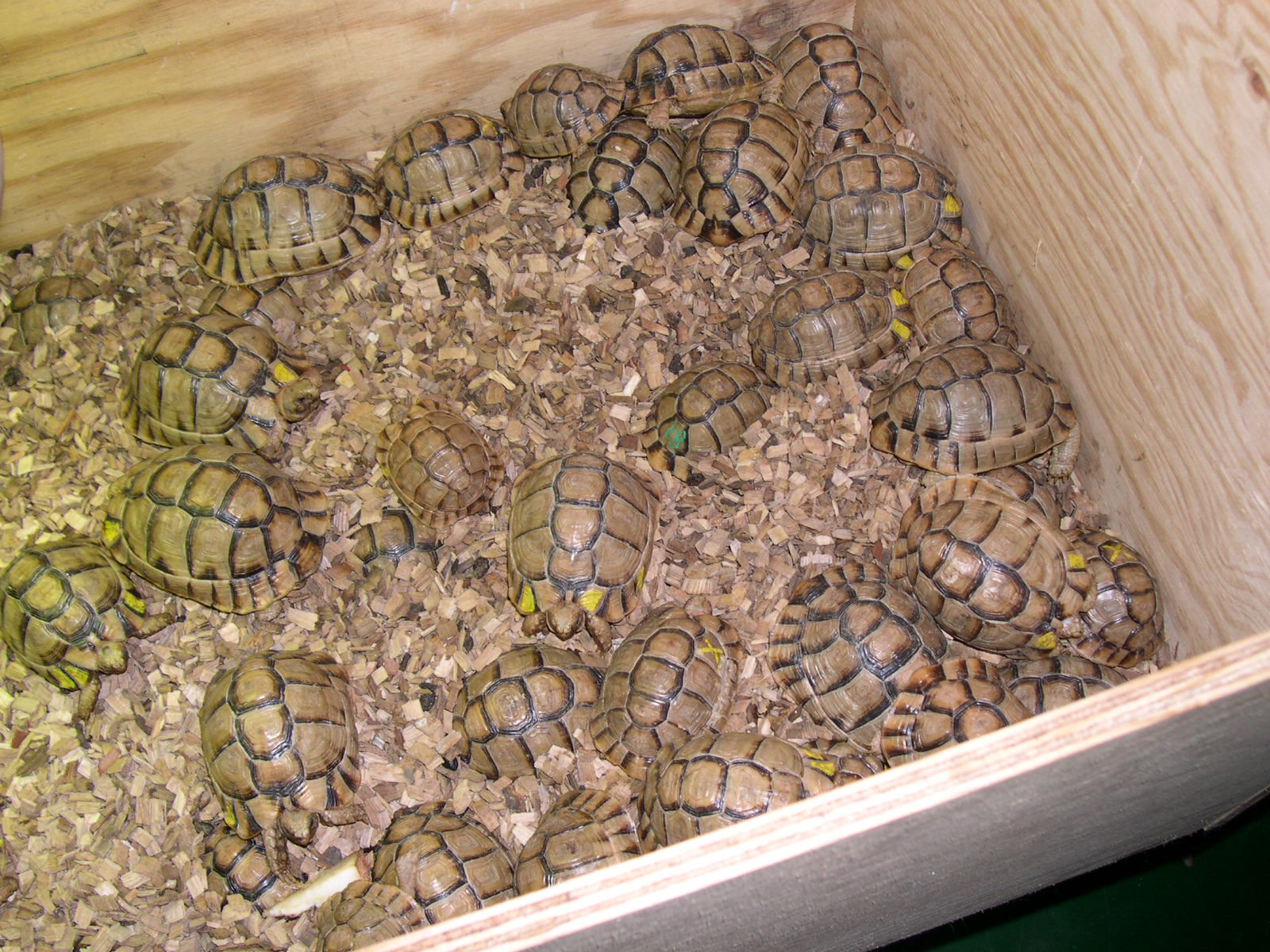
Im Hafen von Genua beschlagnahmte Schmuggelsendung aus Nordafrika

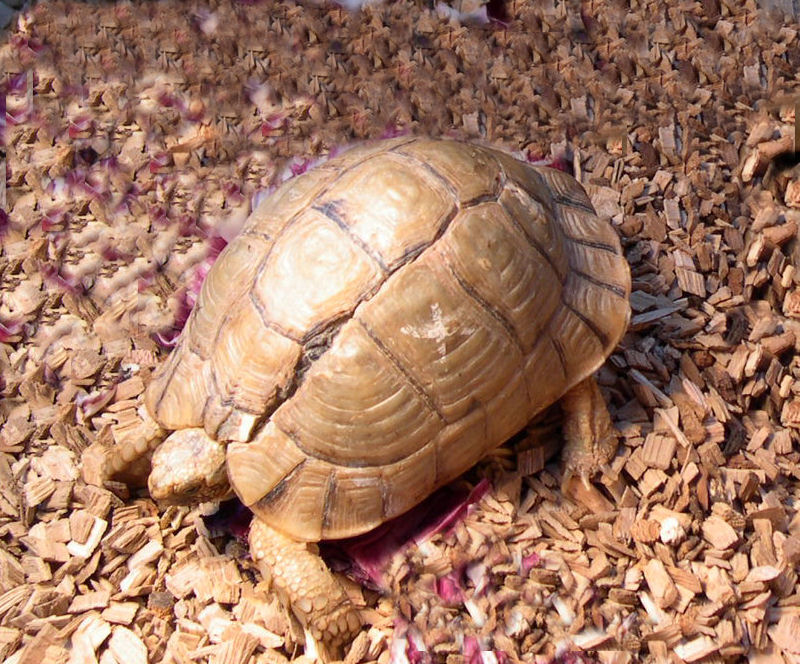
Beim Transport erlittene Carapaxfraktur

Die Ägyptische Landschildkröte ist eine auffallend kleine, sehr hochrückige Schildkröte, deren Färbung von hell sandfarben über Goldtöne bis matt bräunlich reicht. Die Hornschilde auf dem Rückenpanzer weisen keine zentrale Zeichnung auf, sie sind jedoch teilweise braun gerändert. Bei älteren Tieren fehlt allerdings manchmal jegliche Form der Dunkelfärbung. Auf dem Bauchpanzer (Plastron) finden sich meist paarweise angeordnete Zeichen, die an die Plastralzeichnung der Breitrandschildkröten (Testudo marginata) erinnern. Die Haut an Kopf und Extremitäten ist meist gelblich-sandfarben. Zur Unterscheidung zu anderen Arten der Gattung Testudo dienen neben der geringen Größe folgende Merkmale: Auf den Schenkeln finden sich keine Sporne, der Schwanz hat keinen Hornnagel und die Vorderbeine sind mit auffällig großen Schuppen besetzt. Der Plastral-Hinterlappen ist bei beiden Geschlechtern beweglich.
Als Größe wird für Männchen 9 – 10 cm und für Weibchen bis zu 13 cm Rückenpanzerlange (Stockmaß) angegeben
Diese Art besitzt sexuellen Dimorphismus, Männchen sind kleiner, haben eine länglichere Panzerform und einen längeren Schwanz als Weibchen, aber nicht den bei der Gattung sonst vorhandenen konkaven Bauchpanzer.
Die zeitweise als eigenständige Art angesehene Testudo werneri stellt lediglich ein Synonym zu Testudo kleinmanni dar (Attum et al. 2005).

## Verbreitung und Lebensweise
Testudo kleinmanni besiedelt küstennahe Zonen von Libyen, Ägypten und dem südlichen Israel (nördliche Sinai-Halbinsel und Nordnegev) bis höchstens 120 Kilometer Entfernung zum Mittelmeer.
Die durchschnittlichen Temperaturen fallen im Winter nicht unter 17–18 °C tagsüber und 9–10 °C in der Nacht. Mindestens 50 Millimeter Niederschlag pro Jahr sind für ihr Vorkommen jedoch notwendig.
Die Ägyptische Landschildkröte ist dem Leben in ariden, das heißt den wüsten- und steppenartigen Landschaften, besonders angepasst. Der helle Panzer tarnt sie und schützt vor den heißen Sonnenstrahlen. Von Juni bis August ist es aber doch zu heiß und sie hält eingegraben eine Sommerruhe, ansonsten ist sie ganzjährig aktiv. Im Winter können die Temperaturen bis auf Frostnähe sinken, gleichzeitig besteht eine hohe Luftfeuchtigkeit. Um sich zu schützen, graben sich die Tiere kurzzeitig in die Erde ein. Scheint tagsüber die Sonne, kommen sie wieder hervor. Am üppigsten ist das Nahrungsangebot im Frühling, wenn auch die Wüste grünt und blüht.
Diese Landschildkröten werden in freier Wildbahn 20 bis 30 Jahre alt; in Gefangenschaft können sie ein Alter von 50 Jahren erreichen.

## Fortpflanzung
Wie alle Arten der Gattung Testudo erzeugen die sonst so stummen Tiere Töne bei der Paarung. Mit aufgerissenem Maul bringen die Männchen stoßweise Geräusche hervor, die entfernt an das Gurren von Tauben erinnern. Die Weibchen graben im März und April fünf Zentimeter tiefe Eihöhlen und legen darin länglich-ovale Eier ab, die im Durchschnitt 32 Millimeter lang und 23 Millimeter breit sind und etwa 7,8 Gramm wiegen. Je nach Größe des Weibchens sind es ein bis vier Eier. Im Dreiwochenabstand folgen in der Regel zwei weitere Gelege. Bei 31 bis 32,5 Grad Celsius im Brutapparat schlüpften die Nachzuchten nach 90 bis 105 Tagen, in der Natur dürften die Bruttemperaturen höher und die Brutzeit entsprechend kürzer sein. Die Tiere schlüpfen mit einem Gewicht von 5,5 bis 6,8 Gramm. Auch bei Testudo kleinmanni gilt, dass das Verhältnis der Geschlechter durch die Bruttemperatur gesteuert wird.

## Gefährdung
Als bedrohte Art ist der Handel mit ihr gemäß dem Washingtoner Artenschutzübereinkommen verboten (CITES I). Unmittelbar vor Inkrafttreten dieser Schutzbestimmung waren noch 2800 Individuen (das war die Hälfte der seinerzeit bekannten Population) in den Tierhandel gebracht worden.